# Arméns underhålls- och motorskola
Arméns underhålls- och motorskola (US/MotorS), var en truppslagsgemensam fack- och funktionsskola inom svenska armén som verkade i olika former åren 1991–1998. Förbandsledningen var förlagd i Skövde garnison i Skövde.

## Historik
Inför försvarsutredning 1988 föreslog försvarskommittén att Arméns motorskola (MotorS) i Strängnäs garnison skulle samlokaliseras med Arméns tekniska skola i Östersunds garnison, dock ändrades det istället till att lokalisera skolan till trängtruppernas truppslagscenter i Skövde garnison. Vidare föreslogs att truppslagsinspektörerna med truppslagsavdelningar vid arméstaben skulle sammanslås med arméns strids- och skjutskolor samt övriga truppslagsskolor, vilka bildade så kallade truppslagscentrum. Denna omstrukturering resulterade i att arméns skolor avvecklades som självständiga enheter, och att och de nyuppsatta truppslagscentren från den 1 juli 1991 övertog ansvaret över utbildningen vid skolorna. Arméns motorskola samt Arméns underhållsskola kom därmed att uppgå i det nybildade Arméns underhållscentrum (UhC). I Skövde sammanfördes Arméns underhållsskola med Arméns motorskola (MotorS) och bildade Arméns underhålls- och motorskola (US/MotorS).
Genom försvarsbeslutet 1996 kom arméns samtliga truppslagscentra att avvecklas i och med den 31 december 1997. Detta ledde till att Arméns underhållscentrum avvecklades som enhet, och dess uppgifter övertogs av Försvarsmaktens underhållscentrum.
Den 5 december 1997 antog riksdagen regeringens budgetpropositionen för 1998, proposition 1997/98:1D6, vilken beslutade Arméns underhålls- och motorskola delades i två delar, där Underhållsskolan skulle omlokaliseras och underställas det nybildade förbandet Försvarsmaktens Halmstadsskolor (FMHS). Bakgrunden till beslutet kom ifrån den av regeringen beställda utredningen SOU 1997:112. Där utredningens utgångspunkt var att skolorna skulle vara samlokaliserad med annan relevant skolverksamhet, för att potentiella samordningsmöjligheter kunde tillvaratas.
Den 1 januari 1999 bildades Försvarsmaktens bas- och underhållsskola, vilken bestod av tre skolor, Flygvapnets basbefälskola (BBS), Arméns underhållsskola (US) och Marinens intendenturskola (MintS). Försvarsmaktens bas- och underhållsskola underställdes och blev en underskola till Försvarsmaktens Halmstadsskolor. Vidare kom Motorskolan omlokaliseras till Östersund, och där underställdes Arméns tekniska skola.

## Förläggningar och övningsplatser
I samband med att Arméns underhålls- och motorskola bildades, övertogs de lokaler som Underhållsskolan sedan 1983 verkat vid på Heden i Skövde.

## Heraldik och traditioner
När skolan bildades ärvdes förbandsmarschen från Arméns underhållsskola. Skolan tilldelades aldrig någon förbandsfana eller standar med dess heraldiska vapen, utan tilldelades 1995 den svenska örlogsflaggan som förbandsfana.

## Förbandschefer
- 1991–1993: Överstelöjtnant Göran Strid
- 1994–1998: Överstelöjtnant Lars Fallander

## Namn, beteckning och förläggningsort
| Arméns underhålls- och motorskola | 1991-07-01 | – | 1998-12-31 |

| US/MotorS | 1991-07-01 | – | 1998-12-31 |

| Skövde garnison (F) | 1991-07-01 | – | 1998-12-31 |